# 8 août 1980

## Naissances
- Dorian Bylykbashi, footballeur albanais
- Victor Sintès, escrimeur franco-algérien
- Michael Urie, acteur américain
- Samir Mohamed, kickboxeur franco-marocain
- Ramzi Saleh, joueur de football professionnel palestinien
- Borut Božič, coureur cycliste slovène
- Luca Agamennoni, rameur italien qui pratique l'aviron
- Craig Breslow, lanceur de relève gaucher de la Ligue majeure de baseball
- Tobias Santelmann, acteur norvégien
- Yelvanny Rose, footballeur international seychellois
- Jean-Toussaint Bernard, acteur et scénariste français
- Ossi Väänänen, joueur professionnel de hockey sur glace finlandais
- Sergueï Omelyanchuk, joueur de football biélorusse
- Aleksandar Mitreski, footballeur international professionnel macédonien
- Dario Kostović, joueur professionnel de hockey sur glace croate

## Décès
- Paul Triquet (né le 2 avril 1910), militaire canadien
- David Mercer (né le 27 juin 1928), dramaturge britannique
- Eugène Montagnier (né le 1er mars 1899), homme politique français
- Maria Szurek-Wisti (née le 24 décembre 1914), enseignante spécialiste de langue et littérature polonaise

## Autres événements
- Loi spéciale créant notamment les régions flamande et wallonne en Belgique
- Edward L. G. Bowell découvre les astéroïdes (2597) Arthur, (3350) Scobee, (3488) Brahic et (3559) Violaumayer
- Sortie en Italie des films
  - Luca le contrebandier
  - La Rage de tuer
- Sortie américaine du film Xanadu